# Mejor atleta europeo del año

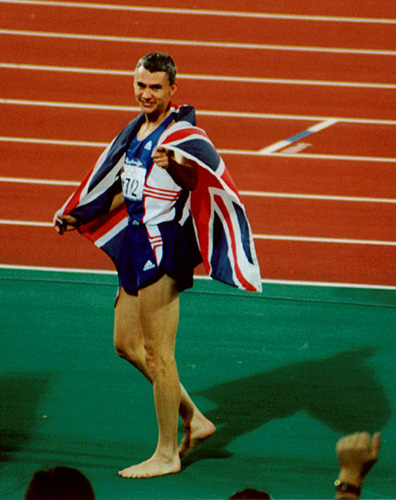
Jonathan Edwards (triple salto) fue el primero en ganar el premio dos veces.

El  Mejor atleta europeo del año es un premio anual concedido a los deportistas europeos que participan en competiciones de atletismo. La elección ha sido organizado desde 1993 por la Asociación Europea de Atletismo (AEA), el órgano rector para el deporte del atletismo en Europa.

## Ganadores

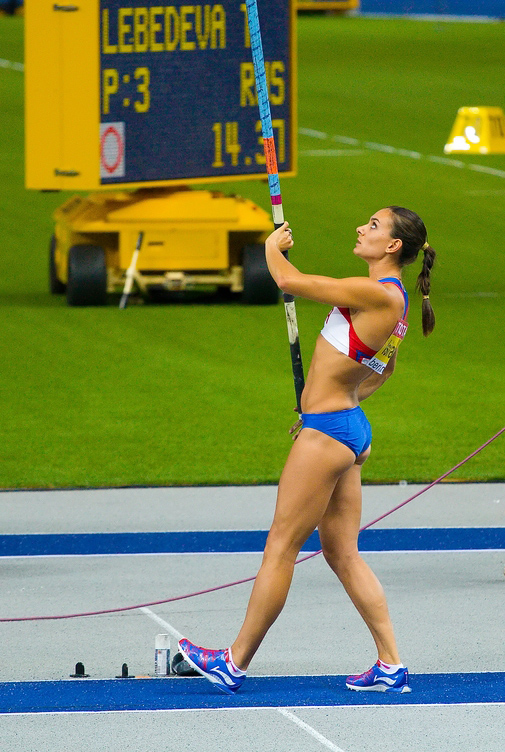
Yelena Isinbáyeva rompió el récord mundial de salto con pértiga femenino y ganó el premio en 2005 y 2008.

| Year | Hombres                             | Mujeres             |
| ---- | ----------------------------------- | ------------------- |
| 1993 | Linford Christie                    | Sally Gunnell       |
| 1994 | Colin Jackson                       | Irina Priválova     |
| 1995 | Jonathan Edwards                    | Sonia O'Sullivan    |
| 1996 | Jan Železný                         | Svetlana Masterkova |
| 1997 | Wilson Kipketer                     | Astrid Kumbernuss   |
| 1998 | Jonathan Edwards                    | Christine Arron     |
| 1999 | Tomáš Dvořák                        | Gabriela Szabo      |
| 2000 | Jan Železný                         | Trine Hattestad     |
| 2001 | André Bucher                        | Stephanie Graf      |
| 2002 | Dwain Chambers                      | Süreyya Ayhan       |
| 2003 | Christian Olsson                    | Carolina Klüft      |
| 2004 | Christian Olsson                    | Kelly Holmes        |
| 2005 | Virgilijus Alekna                   | Yelena Isinbáyeva   |
| 2006 | Francis Obikwelu                    | Carolina Klüft      |
| 2007 | Tero Pitkämäki                      | Blanka Vlašić       |
| 2008 | Andreas Thorkildsen                 | Yelena Isinbáyeva   |
| 2009 | Phillips Idowu                      | Marta Domínguez     |
| 2010 | Christophe Lemaitre                 | Blanka Vlašić       |
| 2011 | Mo Farah                            | María Savinova      |
| 2012 | Mo Farah                            | Jessica Ennis       |
| 2013 | Bohdan Bondarenko                   | Zuzana Hejnová      |
| 2014 | Renaud Lavillenie                   | Dafne Schippers     |
| 2015 | Greg Rutherford                     | Dafne Schippers     |
| 2016 | Mo Farah                            | Ruth Beitia         |
| 2017 | Johannes Vetter                     | Ekaterini Stefanidi |
| 2018 | Kévin Mayer                         | Dina Asher-Smith    |
| 2019 | Karsten Warholm                     | Maria Lasitskene    |
| 2020 | No asignado                         | No asignado         |
| 2021 | Karsten Warholm                     | Sifan Hassan        |
| 2022 | Armand Duplantis Jakob Ingebrigtsen | Femke Bol           |
| 2023 | Jakob Ingebrigtsen                  | Femke Bol           |
| 2024 | Armand Duplantis                    | Yaroslava Mahuchij  |

## Ganadores de la Estrella Emergente (Rising Star)

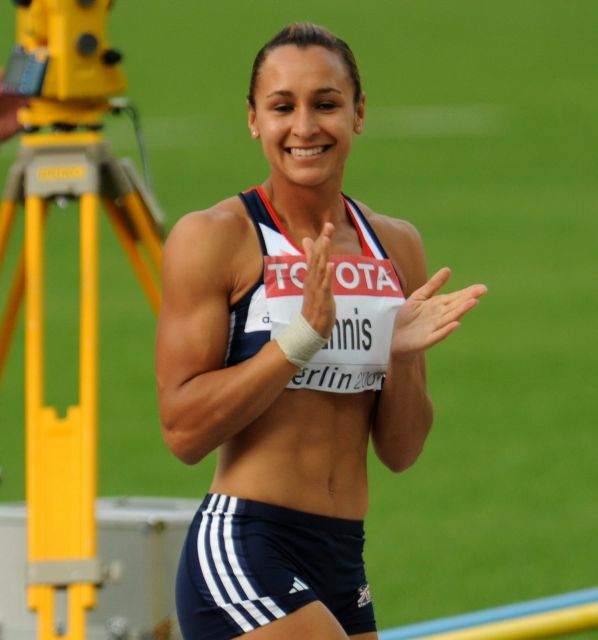
La primera Estrella Emergente femenina, Jessica Ennis-Hill, se convirtió en la campeona mundial de heptatlón en 2009.

| Year  | Hombres                          | Mujeres                   |
| ----- | -------------------------------- | ------------------------- |
| 2007  | Andrew Howe                      | Jessica Ennis-Hill        |
| 2008  | Raphael Holzdeppe                | Stephanie Twell           |
| 2009  | Christophe Lemaitre              | Karoline Bjerkeli Grøvdal |
| 2010  | Teddy Tamgho                     | Sandra Perković           |
| 2011  | David Storl                      | Jodie Williams            |
| 2012  | Pavel Maslák                     | Angelica Bengtsson        |
| 2013  | Emir Bekrić                      | Aníta Hinriksdóttir       |
| 2014  | Adam Gemili                      | María Kúchina             |
| 2015  | Konrad Bukowiecki                | Noemi Zbären              |
| 2016  | Max Heß                          | Nafissatou Thiam          |
| 2017  | Karsten Warholm                  | Yuliya Levchenko          |
| 2018  | Armand Duplantis Karsten Warholm | Elvira Herman             |
| 2019  | Niklas Kaul                      | Yaroslava Mahuchij        |
| 2020  | No asignado                      | No asignado               |
| 2021. | Sasha Zhoya                      | Femke Bol                 |
| 2022. | Mykolas Alekna                   | Elina Tzengko             |
| 2023. | Mattia Furlani                   | Angelina Topić            |
| 2024. | Niels Laros                      | Adriana Vilagoš           |